# Leigh Eddings
Leigh Eddings, geborene Judith Leigh Schall (* 30. September 1937 in Westmoreland County, Pennsylvania; † 28. Februar 2007 in Carson City, Nevada) war eine US-amerikanische Schriftstellerin. Als Co-Autorin ihres Ehemanns David Eddings schrieb sie hauptsächlich Fantasybücher.

## Leben
Leigh Eddings wurde 1937 als Judith Leigh Schall in Westmoreland County (Pennsylvania) geboren. Sie war teilweise Choctaw. Ihren Ehemann David Eddings lernte sie in Seattle kennen, wo sie am 27. Oktober 1962 heirateten.
1999 erlitt sie einen Schlaganfall, von dem sie sich bis zu ihrem Tod nicht vollständig erholte und daher von ihrem Ehemann gepflegt wurde. Sie starb am 28. Februar 2007 in Carson City mit 69 Jahren.

## Werke
Laut Aussage ihres Ehemanns David Eddings war Leigh Eddings an all seinen Büchern seit seiner ersten Veröffentlichung High Hunt 1973 als Co-Autorin beteiligt. Auf Anraten des Herausgebers Lester del Rey, der nicht davon überzeugt war, dass sich eine Co-Autorenschaft verkaufe ließe, wurde auf den Namen von Leigh verzichtet. Dies änderte sich erst 1995 mit dem Buch Belgarath the Sorcerer (deutsch: Belgarath, der Zauberer). Seit 1995 wurden alle Bücher unter der Autorenschaft David & Leigh Eddings veröffentlicht; hier werden nur diese aufgeführt. Zur vollständigen Werkliste siehe die Bibliographie von David Eddings.

### Belgariad / Malloreon (Das Auge Aldurs)
- Belgarath the Sorcerer. Del Rey Books, New York 1995, ISBN 0-345-40395-9; Deutsche Übersetzung: Belgarath der Zauberer.  Bastei Lübbe, Bergisch Gladbach 1997, ISBN 3-404-28301-5
- Polgara the Sorceress. Del Rey Books, New York 1997, ISBN 0-345-42255-4; Deutsche Übersetzung: Polgara die Zauberin.  Bastei Lübbe, Bergisch Gladbach 1998, ISBN 3-404-28312-0
- The Rivan Codex. Del Rey Books, New York 1998, ISBN 0-345-43586-9; Deutsche Übersetzung: Belgarath der Zauberer.  Bastei Lübbe, Bergisch Gladbach 2000, ISBN 3-404-20438-7

### The Dreamers (Götterkinder)
- The Elder Gods. Warner Books, New York 2003, ISBN 0-446-61333-9; Deutsche Übersetzung: Das wilde Land. Blanvalet, München 2003, ISBN 3-442-26775-7
- The Treasured One. Warner Books, New York 2004 ISBN 0-446-53226-6; Deutsche Übersetzung: Dämonenbrut. Blanvalet, München 2005, ISBN 3-442-24280-0
- Crystal Gorge. Warner Books, New York 2005 ISBN 0-446-53227-4; Deutsche Übersetzung: Im Flammenmeer. Blanvalet, München 2006, ISBN 3-442-24281-9
- The Younger Gods. Warner Books, New York 2006 ISBN 0-446-61332-0; Deutsche Übersetzung: Der Verrat. Blanvalet, München 2007, ISBN 3-442-24282-7

### Einzelbücher
- The Redemption of Althalus. Del Rey Books, New York 2000, ISBN 0-00-710352-2; Deutsche Übersetzung: Althalus. Bastei Lübbe, Bergisch Gladbach 2001, ISBN 3-7857-2038-6
- Regina’s Song. Del Rey Books, New York 2002, ISBN 0-345-55898-7